# 市原市立白金小学校
市原市立白金小学校（いちはらしりつ しろがねしょうがっこう）は、千葉県市原市君塚にある公立小学校。文部科学省の学校コードはB112210004388、旧学校調査番号は121056。

## 概要
市原市北西部の五井地区に位置する。学区内に1993年頃から外国人転入者が増加したことに伴い、同校に通う児童のうち外国籍児童または外国人を保護者に持つ児童の割合は25％に達している。

## 沿革

### 概歴

#### 君塚小学校〈初代〉
1873年（明治6年）に君塚小学校として開校した。これは姉崎小学校などと並び、市原市内では最も古い小学校である。1886年（明治19年）に小学校令の公布により、君塚尋常小学校となった。その後五所小学校〈初代〉と合併したのち、1889年（明治22年）に五井尋常高等小学校君塚分校となり君塚小学校は閉校した。その後1891年（明治24年）に、五井小学校君塚分校の校舎を君塚587番地に新築した。

#### 君塚小学校〈2代目〉
1907年（明治40年）に君塚尋常小学校として再び独立した。1941年（昭和16年）には国民学校令の公布があり、君塚国民学校に改称する。戦後の1947年（昭和22年）に学校教育法の施行により五井町立君塚小学校となり、1963年（昭和38年）に市原市立君塚小学校となった。

#### 白金小学校
1970年（昭和45年）、市原市立君塚小学校の通学区域全域と市原市立八幡小学校の通学区域の一部を範囲として、市原市立白金小学校が開校した。校名は白旗川と金杉川の間に位置していたことに由来し、土地区画整理事業で新たに成立した白金町も同様である。なお、これによって市原市立君塚小学校は閉校している。しばらく君塚小学校校舎を使用していたが、1971年（昭和46年）に現在地に移転した。その後、1992年（平成4年）に、児童数増加のため市原市立五所小学校を分離している。

### 沿革
- 1873年（明治6年） - 君塚尋常小学校開校[3]。
- 1886年（明治19年）4月10日 - 君塚尋常小学校に改称[3]。
- 1889年（明治22年）6月 - 五井町立五井小学校君塚分校になる[3]。
- 1891年（明治24年）12月 - 君塚587番地に移転[3]。
- 1907年（明治40年） - 五井町立君塚小学校として再独立開校[3]。
- 1941年（昭和16年） - 五井町立君塚国民学校となる[3]。
- 1947年（昭和22年） - 五井町立君塚小学校となる[3]。
- 1963年（昭和38年） - 市原市立君塚小学校となる[3]。
- 1970年（昭和45年）
  - 3月31日 - 市原市立君塚小学校閉校[3]。
  - 4月1日 - 市原市立白金小学校開校[3]。
- 1971年（昭和46年）5月1日 - 現所在地に新校舎が完成、移転[3]。
- 1992年（平成4年）4月1日 - 市原市立五所小学校を分離[3]。

## 施設

### 敷地
敷地の詳細は以下の通りである。
| 所在地     | 〒290-0051 千葉県市原市君塚3丁目19番地 |
| 所有者     | 市原市                                 |
| 敷地面積   | 28,948m2                               |
| 用途地域   | 第一種低層住居専用地域                 |
| 指定建蔽率 | 50%                                    |
| 指定容積率 | 100%                                   |
| 取得価格   | 743,065,000円                          |

### 建物
敷地内の建物は以下の通りである。
| 棟番号 | 棟名称          | 構造 | 階数        | 延床面積   | 建築年 | 耐震情報 | 耐震情報   | Is値 | 備考       |
| ------ | --------------- | ---- | ----------- | ---------- | ------ | -------- | ---------- | ---- | ---------- |
| 001    | 校舎-1          | RC造 | 地上3階建て | 2,857.00m2 | 1971年 | 旧基準   | 耐震工事済 | 0.83 | [ 注釈 1 ] |
| 002    | 校舎-3          | RC造 | 地上2階建て | 1,064.00m2 | 1983年 | 新基準   | 耐震性あり | 不明 |            |
| 003    | 体育館          | S造  | 地上2階建て | 843.00m2   | 1977年 | 旧基準   | 耐震工事済 | 0.70 |            |
| 004    | 校舎-2          | RC造 | 地上2階建て | 724.00m2   | 1976年 | 旧基準   | 耐震性あり | 0.77 |            |
| 005    | 校舎-3          | RC造 | 地上2階建て | 122.00m2   | 1983年 | 新基準   | 耐震性あり | 不明 |            |
| 006    | 校舎・園舎      | S造  | 地上1階建て | 90.00m2    | 1971年 | 旧基準   | 不明       | 不明 | [ 注釈 2 ] |
| 007    | 校舎-4          | S造  | 地上1階建て | 77.00m2    | 1976年 | 旧基準   | 不明       | 不明 | [ 注釈 2 ] |
| 008    | 倉庫・物置      | S造  | 地上1階建て | 62.00m2    | 1973年 | -        | -          | -    |            |
| 009    | 倉庫・物置      | 木造 | 地上1階建て | 33.00m2    | 1971年 | -        | -          | -    |            |
| 010    | 倉庫・物置      | 木造 | 地上1階建て | 26.00m2    | 1991年 | -        | -          | -    |            |
| 011    | 倉庫・物置      | 木造 | 地上1階建て | 26.00m2    | 1971年 | -        | -          | -    |            |
| 012    | 調理室・校舎ー1 | S造  | 地上1階建て | 15.00m2    | 1971年 | -        | 不明       | 不明 | [ 注釈 2 ] |
| 013    | 倉庫・物置      | S造  | 地上1階建て | 7.00m2     | 1977年 | -        | -          | -    |            |

### 併設施設
- 白金小学校児童クラブ（学童保育）

## 規模
2022年（令和4年）5月1日現在の学校規模は以下の通りである。
| 児童数       | 286名    |
| 学級数       | 14学級   |
| 通学区域面積 | 1.993km2 |
| 通学区域人口 | 8,784人  |

## 通学区域
以下の町丁字を通学区域に指定している。
- 君塚（住居表示未施行区域）の全域
- 君塚（住居表示し区区域）1丁目、2 - 5丁目
- 白金町1丁目の一部、2 - 6丁目の全域、
- 五井金杉1 - 3丁目の全域、4丁目の一部
- 五井東3丁目の一部
- 西五所の一部
- 八幡海岸通の一部
- 五所の一部
- 五井の一部
- 西野谷の一部
- 郡本の一部
- 藤井の一部

## 通学区域内施設
通学区域内の主な施設は以下の通りである。
- 市原警察署白金交番
- 市原郵便局
- 市原君塚郵便局
- 君塚中央公園
- 潮見公園
- 白金整形外科

## 中学校区
1947年度 - 1977年度
- 市原市立五井中学校

1978年 -
- 市原市立若葉中学校

## 隣接小学校区
- 市原市立五所小学校
- 市原市立市原小学校
- 市原市立五井小学校
- 市原市立若葉小学校
- 市原市立国分寺台西小学校

## アクセス
- 八幡宿駅から徒歩23分
- 五井駅から徒歩26分
- 小湊鐵道バス
  - （八21、八22、八32系統）「金杉橋」から徒歩9分
  - （五01、五03系統）「五井東」から徒歩22分